# 8472-es faj
A 8472-es faj (Nyolc, négy, hét, kettes faj) egy rendkívül fejlett idegen faj a Star Trek: Voyager sorozatban, amely a Star Trek világában is ismeretlen dimenzióból, a „folyadék-űrből” származik. Ennek a dimenziónak bolygóközi terét folyadék tölti ki, ez hasonló a régi tudósok éterelméletéhez. A faj abszolút dominanciát szerzett a maga dimenziójában, s elérte a biológiai fejlődés maximumát, így telepatikus és alakváltó képességeket is kifejlesztettek. A Borggal szemben rendkívül agresszívak. Minden eszközüket, így az űrhajóikat is kizárólag szerves anyagból építik fel. A Borg nem képes ezt a fajt asszimilálni, sem érdemben támadást intézni ellene.

## Az elnevezés etimológiája
A Borg minden fajt, amivel kapcsolatba kerül, egy azonosítószámmal lát el. Mivel ez a faj telepatikusan kommunikál és emiatt nem nevezte meg magát, így jobb híján a többi faj is a Borg által használt 8472-es számmal hivatkozik rájuk. Egyes nem kanonikus források az Undine névvel jelölik őket.

## Felfedezésük
Az emberi faj – így a Föderáció is – csillagidő szerint 50984.3-kor találkozott a fajjal, amikor is a Delta kvadránsban rekedt Intrepid osztályú USS Voyager föderációs csillaghajó kitérőt keresett a Borg elől. A kitérőként kiszemelt területet Borg-kockahajók roncsai borították, a roncsokat pedig egy 8472-es organikus csillaghajó őrizte. Ezek a hajók olyan, egy darabból álló biogépek, amelyek hatalmas pusztító erővel rendelkeznek. A faj technológiáját a Borg képtelen asszimilálni (elsődlegesen ez volt a tervük, ugyanis a 8472-es faj asszimilálása nagyban hozzásegítette volna őket a tökéletesség eléréséhez). A Borg semmilyen jellegű információval nem rendelkezik a fajról, mivel csak az asszimiláció útján képes ismereteket szerezni. Miután a 8472-es fajt nem tudja asszimilálni, létezésére a legnagyobb fenyegetést ők jelentik. A 8472-es fajt, mint kiderült, maga a Borg szabadította a galaxisra, miután dimenzionális átjárót nyitottak a folyadék-űrbe. A 8472-es faj több millió biohajót küldött válaszul, s hamarosan kezdett felülkerekedni a Borgon. Terjeszkedésüket csak a Borg és a Voyager legénységének közös akciója, a „Skorpió Hadművelet” állította meg. Ennek az akciónak a keretében került a Voyager fedélzetére Hét Kilenced is.

## Általános leírás
A 8472-es faj egy, a normál téren kívüli dimenzióban, a folyadék-űrben lakik. Az egyedek magassága három méter körüli. Rózsaszínes-lilás színű bőr; nyúlánk, szálkás, izmos testalkat; viszonylag nagyméretű fej és sárga szem (kereszt alakú írisszel) jellemzi őket. Két hosszú karjukon kívül három, még hosszabb lábuk van. Ruhát nem viselnek, de különleges fiziológiájuknak köszönhetően nincs is rá szükségük, hisz így is képesek még az űrben is életben maradni. Fejlettségüket viszont az is jelzi, hogy több olyan szérumot is képesek előállítani, amelyekkel tetszés szerint, molekulárisan tudják eredeti testüket bármely más faj testévé alakítani. Ebben az állapotban a külső szemlélő számára megkülönböztethetetlenek az álcának használt faj normális egyedeitől. Rendes alakjukban nem beszélnek, mivel telepaták, így gondolati úton kommunikálnak egymással.

## Rövid történetük
Először 2374-ben fedezték fel őket, amikor a Borg belépett a világukba, és megpróbálta asszimilálni őket, viszont kudarcot vallott. A 8472-es faj ellentámadásba lendült a Borg ellen, és rengeteg kockát valamint dolgozót elpusztítottak. Amikor a USS Voyager a Borg űrbe lépett, tanúja voltak annak, hogy a 8472-es faj egyetlen hajója elpusztított 15 Borg-kockát. Amikor az egyik 8472-es egyed megsebezte Harry Kimet, a Doktor megpróbált ellenszert találni a zászlós testét megtámadó "mérgezés" ellen. Végül átprogramozott néhány nanoszondát, amelyek segítségével sikerült legyőznie a kórt. Erről a módszerről kiderült, hogy a Borg fegyverként is igen jól használhatná a 8472-es faj ellen. A Borg végül kénytelen volt alkut kötni, és a Voyagerrel együtt dolgozni. A Borg egyik dolgozóját, Hét Kilencedet küldte el, hogy segítsen a nanoszondák replikálásában és átprogramozásában. Sikerült építeniük egy fegyvert a 8472-es faj ellen. 17 biohajó elvesztése után a 8472-es faj visszatért a folyadék-űrbe. Néhány hónappal később a Voyager legénysége találkozott egy ott ragadt 8472-es biohajóval, amelyet egy harogin hajó üldözött. A 8472-es faj egyedét az egyik harogin majdnem megölte, de Hét Kilenced az idegent és a harogint végül egy harogin hajóra sugározta, a Voyager pedig elmenekült. Janeway kapitány ezután viszont büntetésben részesítette Hét Kilencedet, amiért az önhatalmúlag kiszolgáltatta a lényt az üldözőinek.

## A továbbiakban
Egy évvel később a Voyager legénysége felfedezett egy állomást, amelyen a Csillagflotta Akadémia tökéletes másolatát hozták létre. Az állomás lakói is a Csillagflottában szolgálatot teljesítő fajoknak, embereknek, vulcaniaknak stb. tűntek. Miután Chakotayt leküldték, hogy nézzen egy kicsit körül, rájöttek, hogy valójában a 8472-es faj áll az egész mögött. (Itt használták a fentebb említett álcázószérumokat.) Chakotayt nem sokkal később elfogták, és Janeway kapitánynak le kellett ülnie tárgyalni a 8472-es fajjal. Az állomás vezetője elmondta, hogy félnek a Föderációtól. Azt tervezték, hogy kémeket építenek be a föderációs szervezetekbe, mert félnek, hogy támadás indulhat ellenük. Janeway megértette velük, hogy a Föderáció nem akar háborút. Elmagyarázta, hogy a Voyager az egyetlen olyan hajó, amely találkozott velük. Ezek után az állomás vezetője megígérte: meggyőzi a többieket is, hogy állítsák le a tervezett inváziót.
Többet (egyelőre) a sorozatban nem találkozunk a fajjal.